# 红背耳叶马蓝
红背耳叶马蓝（学名：Strobilanthes dyeriana）为爵床科马蓝属的植物。分布于缅甸以及中国大陆的云南、广东等地，目前已由人工引种栽培。

## 别名
红背马蓝（中国高等植物图鉴）

## 异名
- Strobilanthes dyariana Mast.